# Кулебра (Порторико)
Кулебра (шп. Culebra) је општина у америчкој острвској територији Порторико, острвској држави Кариба.

## Демографија
По попису из 2010. године број становника је 1.818, што је 50 (-2,7%) становника мање него 2000. године.
| Група             | 2000.         | 2010.         |
| Белци             | 153 (8,2%)    | 140 (7,7%)    |
| Афроамериканци    | 390 (20,9%)   | 483 (26,6%)   |
| Азијати           | 21 (1,1%)     | 4 (0,2%)      |
| Хиспаноамериканци | 1.696 (90,8%) | 1.668 (91,7%) |
| Укупно            | 1.868         | 1.818         |